# Nils Trolle
För andra betydelser, se Nils Trolle (olika betydelser).
Nils Axel Arvid Carlsson Trolle (i riksdagen kallad Trolle i Trollenäs), född 30 mars 1859 i Hyby församling, Malmöhus län, död 5 juli 1930 i Trollenäs församling, Malmöhus län, var en svensk friherre, hovman och riksdagsledamot (högerman).

## Biografi
Trolle blev friherre vid sin farbrors död 1890 (inom friherrliga ätten Trolle innehar endast huvudmannen denna värdighet). Han var 1895–1913 ledamot av riksdagens första kammare för Malmöhus län. Han var dessutom ordförande i styrelserna för Sveriges utsädesförening, för brand- och livförsäkringsaktiebolag i Skåne och i Malmöhus läns hushållningssällskap.
Trolle blev hovjägmästare 1893, förste hovjägmästare 1912, samt överhovjägmästare 1921.
Han innehade fideikommissegendomarna Trollenäs och Fulltofta i Malmöhus län. Vidare var han ledamot av Kungliga Lantbruksakademien.

### Familj
Nils Trolle var son till kammarherren Carl Axel Trolle (1810–1879) och Ebba Karolina Eva Maria Charlotta Toll (1824–1900). Han var bror till riksdagsmannen Carl Axel Trolle d.y. och till utrikesministern Eric Trolle.
Nils Trolle gifte sig den 15 oktober 1888 med friherrinnan Anna Eleonora Sofia Leijonhufvud till Ekeberg (1869–1958), med vilken han fick barnen:
- Ulf Nils Nilsson Trolle (1890–1948)
- Ylfva Viveka Trolle (1892–1974) gift Linder
- Hilla Brita Trolle (1894–1943) gift 1. Blixen-Finecke 2. Trolle-Wachtmeister
- Fredrika Ebba Margareta Trolle (1899–1991) gift Wachtmeister
- Sigrid Anna Ylfva Hillegard Trolle (1902–1936), gift Peyron

## Utmärkelser
- Konung Oscar II:s och Drottning Sofias guldbröllopsminnestecken, 1907.[2]
- Konung Oscar II:s jubileumsminnestecken, 1897.[2]
- Kommendör med stora korset av Nordstjärneorden, 6 juni 1923.[5]
- Kommendör av första klassen av Nordstjärneorden, 6 juni 1917.[6]
- Riddare av Nordstjärneorden, 1903.[7]
- Kommendör av första klassen av Vasaorden, 6 juni 1912.[8]
- Riddare av Carl XIII:s orden, 5 maj 1915.[9]
- Riddare av Johanniterorden i Sverige, tidigast 1921 och senast 1925.[3][10]
- Storkorset av Danska Dannebrogorden, tidigast 1925 och senast 1928.[3][11]
- Kommendör av första graden av Danska Dannebrogorden, senast 1915.[2]